# Lemaneaceae
Lemaneaceae Roemer, 1845  é o nome botânico de uma família de algas vermelhas pluricelulares da ordem Batrachospermales.

## Gêneros
- Chantransia, Lemanea, Paralemanea, Sacheria